# HAT-P-24b
HAT-P-24b هو كوكب خارج المجموعة الشمسية مؤكد يقع على بعد 1280 سنة ضوئية تقريباً في كوكبة التوأمان كتشف عام 2010 من قبل مشروع هاتنيت باستخدام طريقة العبور حول النجم حول النجم HAT-P-24.